# Przybycie Węgrów
Przybycie Węgrów (węg. A magyarok bejövetele, popularnie Feszty-körkép) – panoramiczny obraz węgierskiego malarza Árpáda Feszty’ego i jego pomocników, przedstawiający wkroczenie Węgrów do Kotliny Panońskiej (Węgierskiej) w roku 895. Obraz ukończono w 1894 roku z okazji tysiąclecia tego wydarzenia; jest wystawiany w parku historycznym w Ópusztaszer.

## Opis
W 1891 roku Árpád Feszty przebywał w Paryżu, gdzie zapoznał się z panoramicznym obrazem Édouarda Detaille’a i Alphonse’a de Neuville’a. Feszty postanowił wówczas namalować w podobnej technice własny obraz, początkowo miała to być scena przedstawiająca Potop, jednak pod wpływem propozycji teścia, Móra Jókaia, Feszty zdecydował o namalowaniu sceny przybycia Węgrów do ich obecnej ojczyzny. Autor postanowił namalować scenę na tle realnego krajobrazu; w tym celu udał się na Przełęcz Tucholską w pobliżu Mukaczewa, gdzie Węgrzy przekroczyli w IX wieku Karpaty.
W trakcie prac o ich postępach nieustannie donosiła węgierska prasa. Przewidywana data ukończenia dzieła została przewidziana na 20 sierpnia 1893 roku, który jest na Węgrzech świętem upamiętniającym kanonizację Stefana I Świętego. Ze względu na charakter obrazu część kosztów jego stworzenia pokryła rada miejska Budapesztu, która życzyła sobie także by w stolicy obraz był wystawiany. Mimo nacisków, Feszty nie był w stanie ukończyć obrazu w wyznaczonym terminie; gotowy był jedynie kolorowy szkic o wymiarach 1 × 8 metrów, podczas gdy obraz ma wymiary 15 × 120 metrów. Ostatecznie zdecydowano o udziale innych malarzy. W kwietniu Feszty namalował niebo, w czym znaczący udział miał Ignác Ujváry; detale krajobrazu namalowali Ladislav Medňanský, Újváry i Spányi; postaci ludzkie stworzyli Pál Vágó i Henrik Papp, a tło Celesztin Pállya. Łącznie na obrazie przedstawiono około 2 tysiące postaci. W pracy uczestniczyli także inni malarze, zaś artyści innych dziedzin sztuki zabawiali ich w trakcie pracy. Wiosną 1894 roku Feszty wykonywał prace końcowe.
Dniem otwarcia wystawy stał się 13 maja 1894 roku, a sam obraz cieszył się ogromnym zainteresowaniem. W 1899 roku obraz został wystawiony na wystawie światowej w Londynie, a do Budapesztu wrócił w 1909 roku, co wiązało się z ponownym uroczystym otwarciem wystawy 30 maja. Wkrótce potem podjęto prace naprawcze i rekonstrukcyjne. W czasie zdobywania Budapesztu pod koniec II wojny światowej obraz i pawilon ucierpiały, do wnętrza dotarł śnieg i woda.
W latach 70. XX wieku podjęto decyzję o budowie parku historycznego w Ópusztaszer; podjęto prace rekonstrukcyjne obrazu oraz budowę nowego pawilonu. Prace przerwano w roku 1979. W 1991 roku przetarg na prace renowacyjne obrazu wygrała grupa specjalistów z Polski. Obraz ponownie jest wystawiany od 1995 roku. Od 2009 roku obraz jest dostępny do obejrzenia w wysokiej rozdzielczości w internecie.

## Galeria

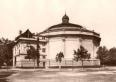
Stara rotunda w Budapeszcie
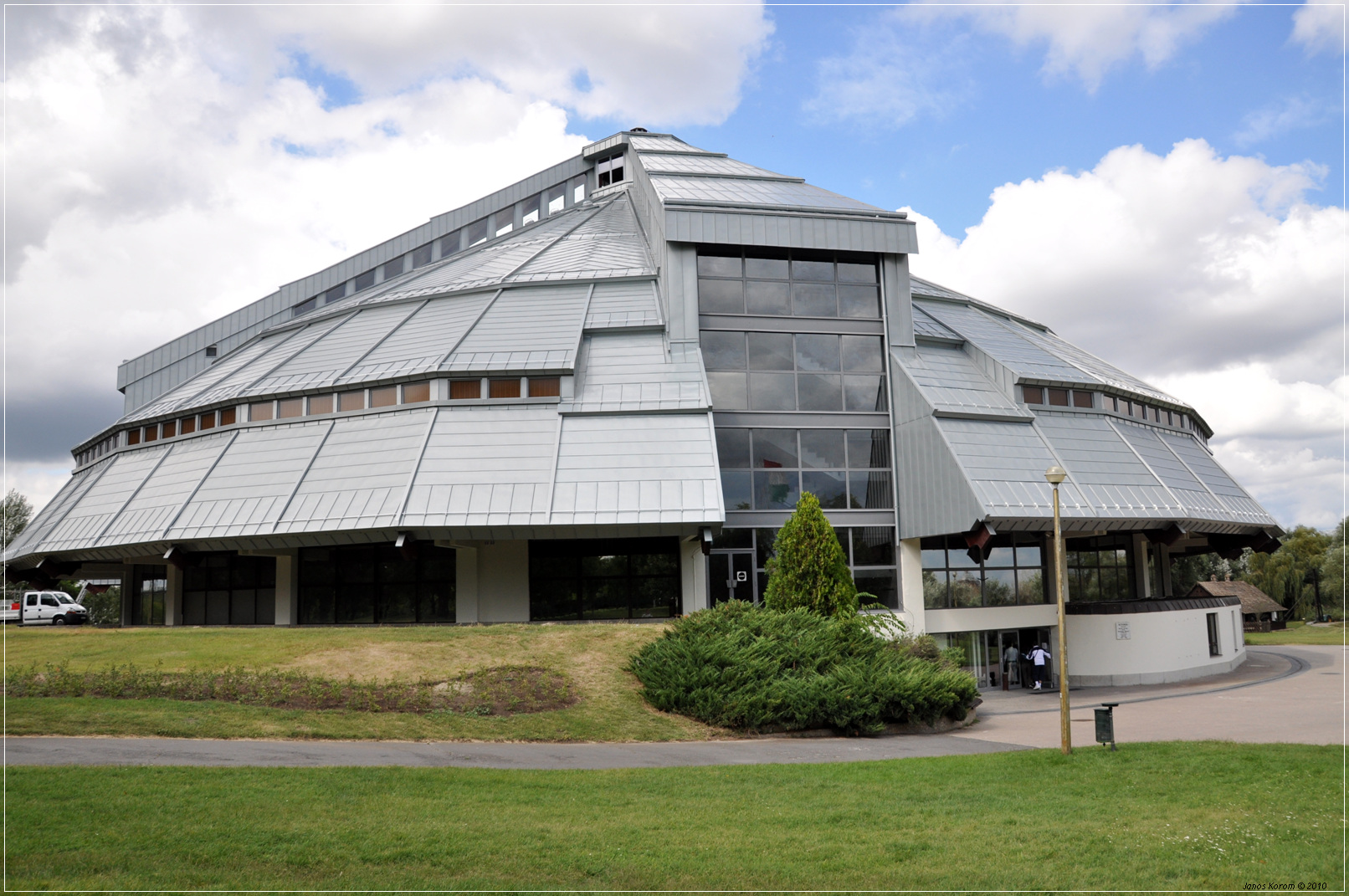
Rotunda w Ópusztaszer
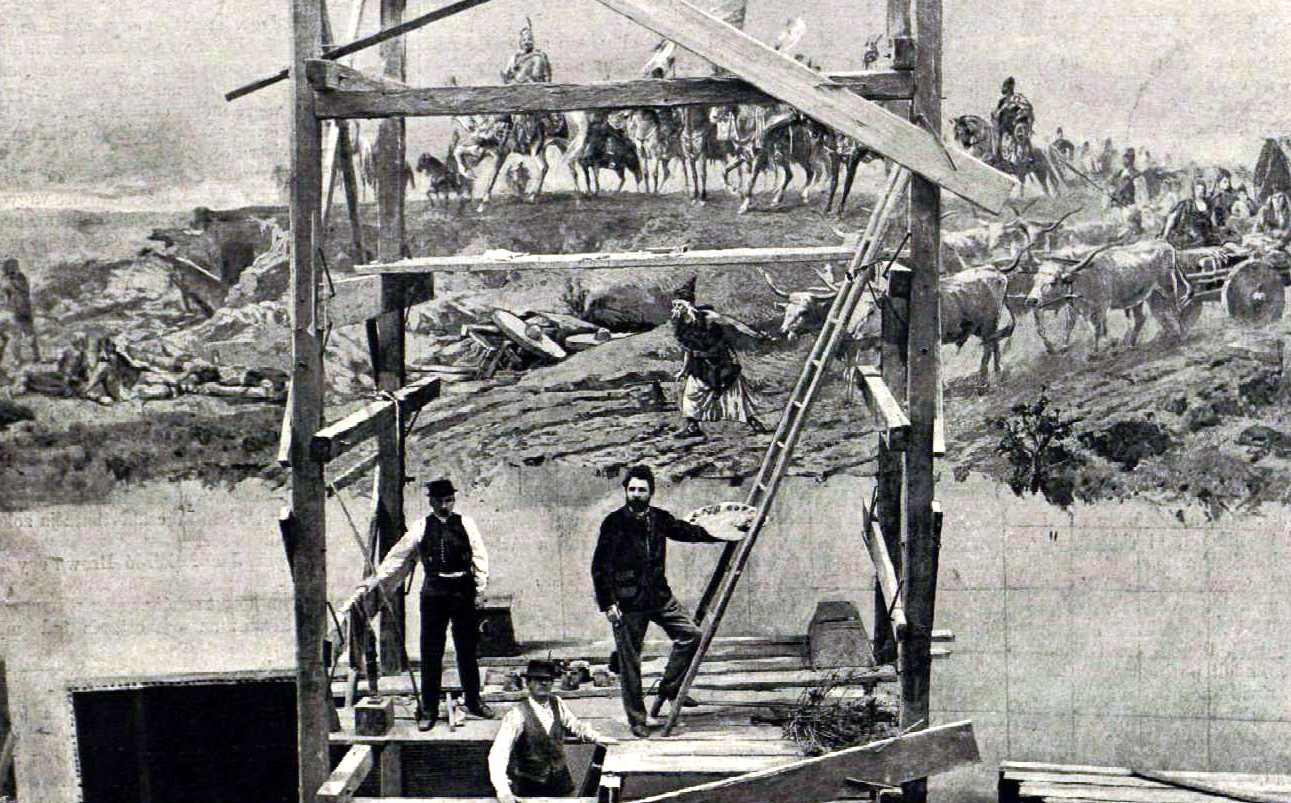
Árpád Feszty w czasie pracy nad panoramą
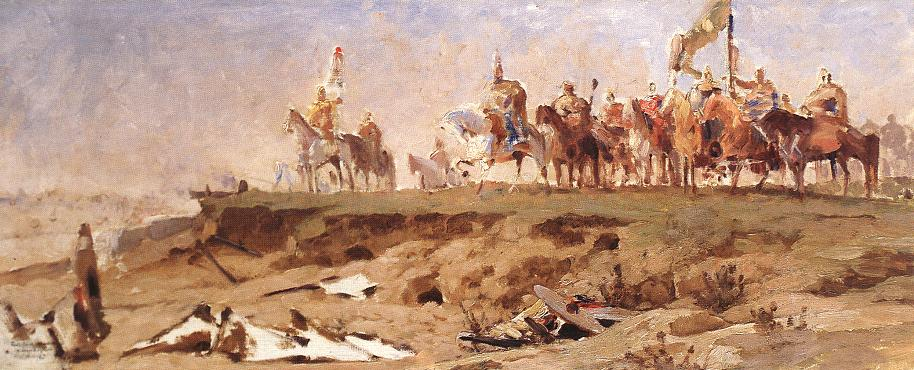
Szkic grupy Siedmiu węgierskich wodzów z 1891 roku
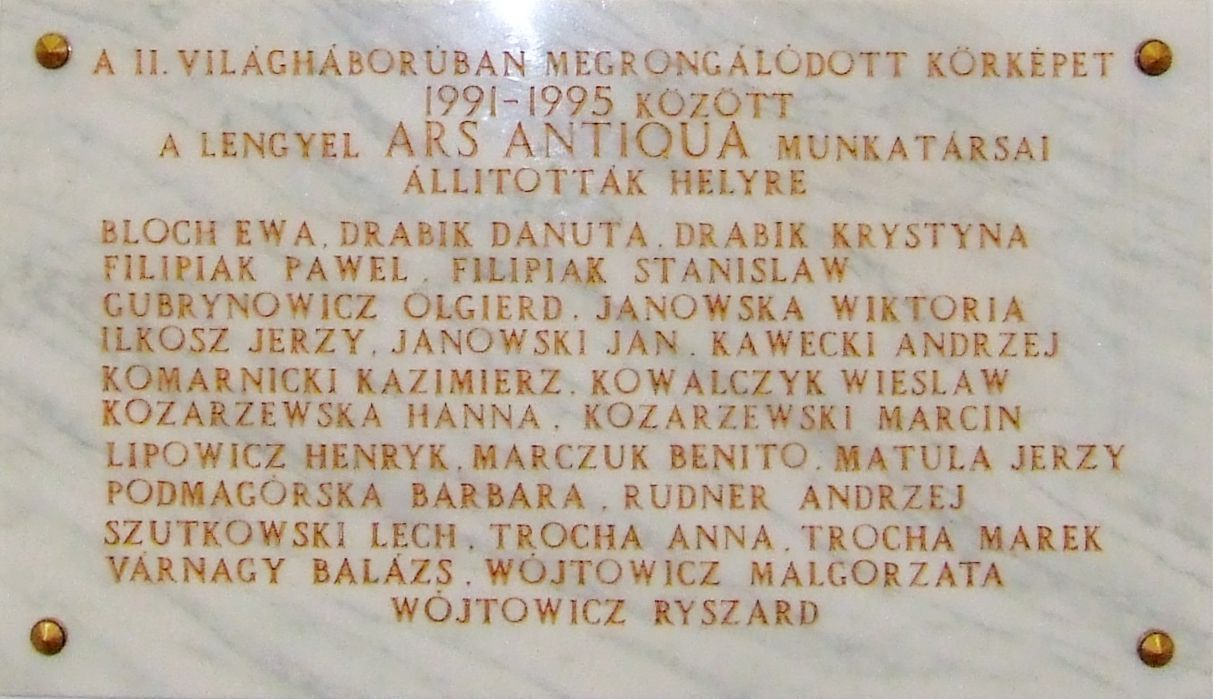
Tablica pamiątkowa z nazwiskami polskich specjalistów którzy dokonali renowacji panoramy